# Mariano Escalada
Mariano José de Escalada y de la Quintana (Buenos Aires, 8 de diciembre de 1796 - Buenos Aires, 3 de junio de 1841) fue un militar argentino que participó en la guerra de independencia de su país.

## Biografía
Era hijo de Antonio José de Escalada y Tomasa Francisca de la Quintana y Aois. Hermano de Manuel y de Remedios, esposa de José de San Martín y primo del Arzobispo de Buenos Aires Mariano José de Escalada y Bustillo. El 13 de septiembre de 1818 se casó con Elvira de Reynoso y tuvieron 9 hijos (Mariano Eduardo, Águeda, Benjamina, Isabel, Antonieta, Adela, Elina, Elvira, y  Daniel Domingo).
Según el genealogista Narciso Binayán Carmona, era descendiente del conquistador, explorador y colonizador español Domingo Martínez de Irala (1509-1556); sus antepasados tenían un remoto origen mestizo  guaraní, que compartía con muchos próceres de la época de la Independencia y con grandes personajes paraguayos y argentinos.
Fue uno de los primeros oficiales del Regimiento de Granaderos a Caballo, fundado por su cuñado San Martín, al igual que su hermano. Juntos lucharon en el combate de San Lorenzo y prestaron servicios en el Sitio de Montevideo hasta 1814.
De allí pasó al Ejército del Norte, en el cuerpo de Granaderos comandado por Juan Ramón Rojas. Combatió en Puesto del Marqués, Venta y Media y Sipe Sipe.
Tanto Manuel como Mariano Escalada se unieron al Ejército de los Andes y participaron en las batallas de Chacabuco, Cancha Rayada y Maipú. Fue ascendido al grado de teniente coronel.
En 1819 el general San Martín lo envió a Mendoza, desde donde acompañó a su hermana Remedios hasta la casa de su padre, en Buenos Aires. Al llegar pidió su retiro por mala salud.
Se dedicó al comercio y se unió al partido federal dirigido por Manuel Dorrego. Durante la Guerra del Brasil fue enviado a la provincia de Misiones por el gobernador Dorrego, y ayudó a Fructuoso Rivera en la captura de las Misiones Orientales. Solicitó y obtuvo la baja hacia 1828.
Regresó al ejército en 1830, para participar en la campaña del año siguiente contra la Liga del Interior. Se unió al grupo federal contrario al gobernador Juan Manuel de Rosas; por su gran fortuna no fue molestado por la Mazorca.
En 1839 se vio comprometido en el complot de Ramón Maza para derrocar a Rosas. Perseguido por algunas semanas, fue dejado en paz hasta el avance y retirada de Juan Lavalle contra la ciudad. Fue arrestado en 1841 por unos días, y cuando recuperó su libertad se le prohibió abandonar la ciudad. Falleció en Buenos Aires en 1841. Fue enterrado en el Cementerio de la Recoleta.